# Wilhelm von Rintelen
Friedrich Wilhelm Rintelen, ab 1913 von Rintelen (* 29. Mai 1855 in Dortmund; † 5. Januar 1938 in Potsdam) war ein preußischer Generalleutnant.

## Leben
Rintelen entstammte einem Herforder Ratsgeschlecht. Der Vater war der Jurist und Abgeordnete Viktor Rintelen. Er heiratete am 21. September 1886 in Berlin Hedwig Russell (* 5. März 1865 in Papenburg; † 9. Januar 1953 in Deidesheim), die Tochter des Bankiers Emil Russell, königlich rumänischer Generalkonsul, Syndikus und Bürgermeister, und der Angelina Beckering. Seine fünf Kinder waren der Direktor der Deutschen Bank Viktor von Rintelen (1887–1954), General der Infanterie Enno von Rintelen (1891–1971), Angelina (Ina) von Rintelen (1893–1983), die den preußischen Generaloberstabsarzt Conrad Pochhammer heiratete, der deutsche Botschafter Emil von Rintelen (1897–1981) und Fritz-Joachim von Rintelen (1898–1979), Professor der Philosophie, Psychologie und Pädagogik an der Universität Mainz.
Rintelen schlug eine Offizierslaufbahn in der Preußischen Armee ein, in deren Verlauf er vom 17. November 1906 bis 26. Januar 1909 das 4. Lothringische Infanterie-Regiment Nr. 136 in Straßburg kommandierte. Anschließend war er Kommandant der Festung Küstrin und erhielt in dieser Stellung am 10. September 1910 den Charakter als Generalmajor. In Genehmigung seines Abschiedsgesuches wurde Rintelen am 18. April 1913 mit der gesetzlichen Pension zur Disposition gestellt.
Am 16. Juni 1913 erhob ihn Wilhelm II. in Berlin mit Diplom vom 27. Mai 1914 in den erblichen preußischen Adelsstand.
Während des Ersten Weltkriegs wurde Rintelen wiederverwendet, fungierte als Kommandeur der Grenzschutztruppen beim II. Armee-Korps und erhielt noch den Charakter als Generalleutnant.
Er war Verfasser familiengeschichtlicher Schriften und Biograph seines Vaters Viktor Rintelen.

## Werke
- Geschichte des Niederrheinischen Füsilier-Regiments Nr. 39 während der ersten fünfundsiebenzig Jahre seines Bestehens 1818 bis 1893. E.S. Mittler & Sohn. Berlin 1893. (Digitalisat)